# 倭美岱类赞
倭美岱·类赞（藏語：འོ་མལྡེ་ལོད་བཙན་，？—661年）是吐蕃帝国早期的一位政治人物。
倭美岱类赞出身倭美岱氏（འོ་མ་ལྡེ，一译敖玛代氏）家族。他在松赞干布在位期间就担任重臣，与琼波·邦色苏孜不和，最终导致琼波·邦色的叛乱。琼波·邦色死后，噶尔·东赞域松（禄东赞）继任大贡论之职，并在松赞干布死后辅佐年幼的芒松芒赞，噶尔氏家族权倾一时。
芒松芒赞对噶尔氏的专权很不满，659年，东赞域松兵败，被以年老为由罢免大贡论之职，由倭美岱类赞取代。东赞域松战败被罢免，有鉴于此，倭美岱类赞担任大贡论期间不敢继续对唐朝开战，唐朝因此得以在西域龟兹、焉耆、疏勒、于阗四镇的建立安西都护府，势力达到了粟特地区和克什米尔。
661年，倭美岱类赞因为谋叛伏诛，东赞域松重新担任大贡论直到六年后逝世为止。